# Nomia ferruginipennis
Nomia ferruginipennis är en biart som beskrevs av Cockerell 1947. Nomia ferruginipennis ingår i släktet Nomia och familjen vägbin. Inga underarter finns listade i Catalogue of Life.